# Bleskový prášek

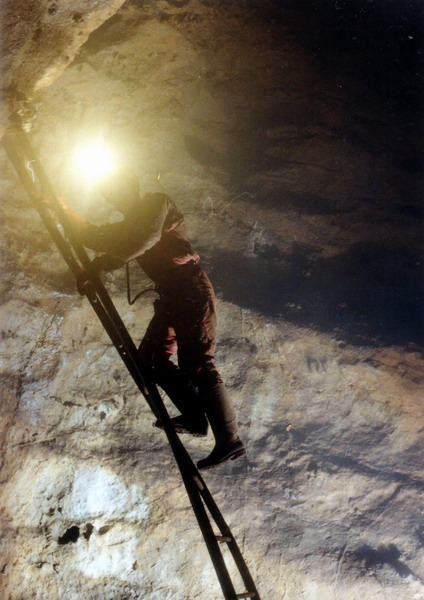
Hořící pochodeň z hořčíku s KClO4 v podzemí

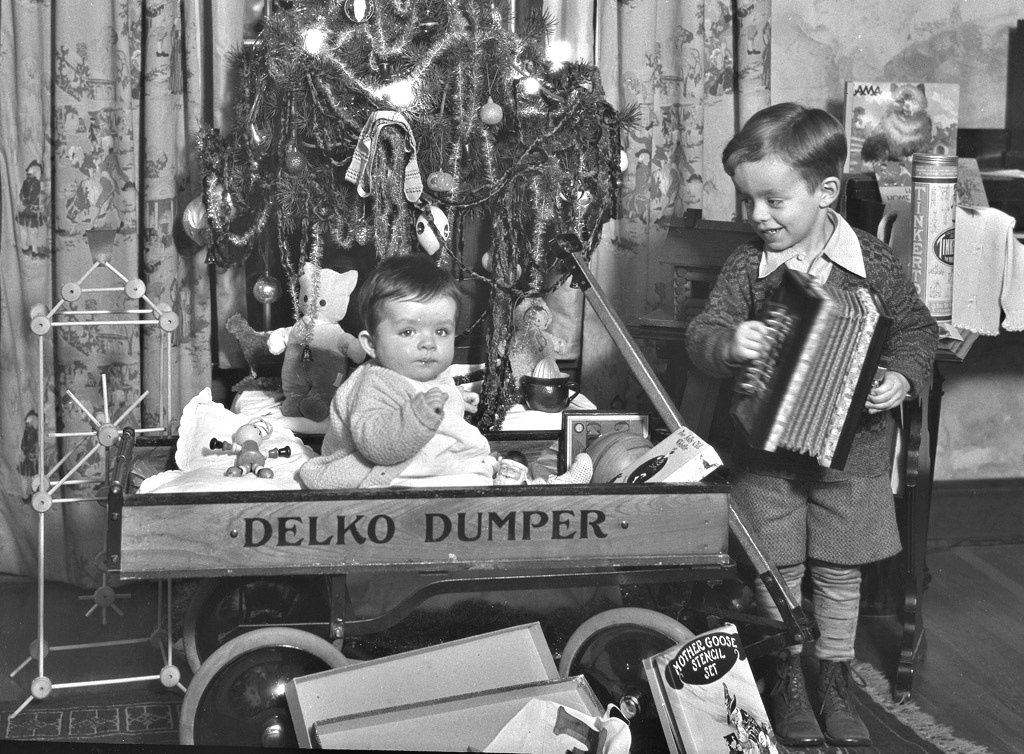
Fotografie pořízená pomocí bleskového prášku, Ohio, 24. prosince 1928

Bleskový prášek je pyrotechnická směs, které se používá při divadelních efektech, ohňostrojích a používal se pro záblesky ve fotografii. Používá se také ve vojenské pyrotechnice, při výrobě velkého množství hluku, světla, infračerveného záření; například u falešných raket, na které se mají navádět vypálené rakety nebo u oslepujících granátů. Bleskový prášek je velmi citlivý na tření, teplo a statickou elektřinu.

## Výroba
Na výrobu bleskového prášku se používají materiály, které při hoření vydávají vysoký světelný výkon. K tomu se používá práškových kovů, jako hliníku, častěji hořčíku. Jelikož kov potřebuje k hoření velké množství kyslíku, je nutné přidat do slože materiál, který ve vysoké teplotě vytváří dostatečné množství kyslíku. Této složce se říká okysličovadlo. Jako okysličovadla slouží chlornany a chloristany sodíku, draslíku, baria, stroncia atd. Čím více okysličovadla směs obsahuje, tím rychleji hoří. Na rychlost hoření má také vliv jemnost mletí použitého kovu. Rozhodně se na bleskový prášek nehodí velmi jemné mletí kovů (pudry), protože pak rychlost hoření již při malém množství přechází v explozi. Jako nejbezpečnější směs je ověřena směs 40 % drceného hořčíku (na velikost zrn cca 0,3 mm) a 60 % chloristanu draselného. U této směsi je bezpečné množství pro zapálení cca 50 g najednou.
Pokud je nutné větší množství světla, je nutné použít více odpalovacích stanovišť nebo směs slisovat za pomoci vhodného pojiva pod vysokým tlakem do tablety. Toto řešení je používáno u vojenských osvětlovacích raket (ROS). Díky slisování do tablety materiál hoří podstatně pomaleji a nemůže přejít v explozi jako u většího množství volně sypané směsi.
Jako pojivo je nejvýhodnější starý, již zhoustnutý čirý nitrocelulózový lak. Tento nezmění vlastnosti směsi, jelikož nitrocelulóza je základem bezdýmého střelného prachu. Stačí směs smíchat s malým množstvím hustého laku a dobře promíchat. Laku musí být pouze tolik, aby směs nelepila. Poté ve vhodné trubce s pístem lisujeme s využitím hydraulického zvedáku (panenky). Ideální tlak je 100 kg/cm2. Při nízkém lisovacím tlaku hrozí nízká kompaktnost tablety roztržení tablety během hoření.
Přestože bleskové prášky byly doménou fotografů minulého a předminulého století, dokud nebyl vyvinut stejně kvalitní elektrický blesk a používají se v omezené míře dodnes, například během velmi úzce specializovaných fotografických prací, kdy není, či nemůže být k dispozici zdroj elektrické energie v dostatečném množství. Například při fotografování v jeskyních, kde ve větších prostorách je třeba velký světelný výkon, který by z bateriových blesků nebyl dostatečný, či by byl energeticky velmi náročný. Použití bleskového prášku má ale i jiné výhody a to daleko měkčí podání stínů, což odstraní extrémní kontrasty, vznikající ve fotografované scéně při použití klasických blesků (bez použití difuzérů, které zase snižují světelný výkon).

## Složení
Složení směsi:
- KNO3 (60 %) + Mg (40 %)
- NaNO3 (60 %) + Mg (40 %)
- Ba(NO3)2 (60 %) + Mg (40 %)
- Sr(NO3)2 (60 %) + Mg (40 %)
- KClO4 (60 %) + Al (40 %)
- KClO3 (70 %) + Al (30 %)
- KMnO4 (50 %) + Al (50 %)
- MPF-42 (Fotografický blesk):
  - PAM4 - 42 %
  - KClO4 - 26 %
  - Ba(NO3)2
  - Síra - 1 %
  - H3BO4 - 1 %

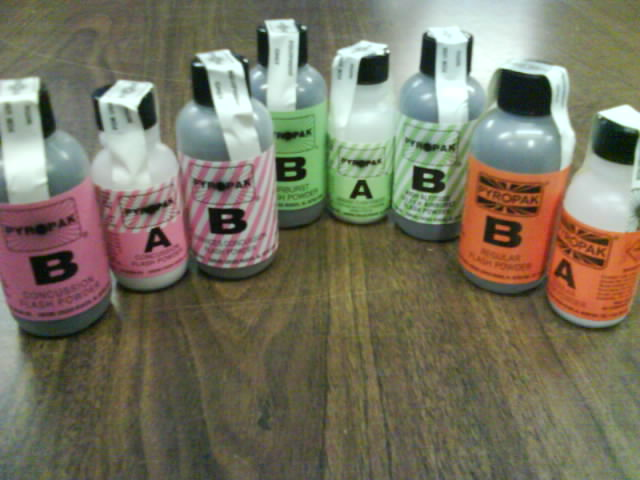
Směsi používané pro divadelní efekty

Nejběžnější používaný flash prach, kterým se prakticky výhradně plní dělobuchy a petardy, je směs chloristanu draselného a práškového hliníku (kulovité částice, kolem 5 mikronů veliké) v poměru 70 % chloristanu draselného a 30 % hliníku. Tento typ bleskového prachu je z celé řady běžných bleskových prachů nejvíce stálý a nejvíce hlučný.

## Historie
Bleskový prášek vynalezli v roce 1887 tehdejší asistenti Astrofyzikálního institutu v Postupimi (Astrophysikalisches Institut Potsdam, dnes Leibniz-Institut für Astrophysik Potsdam) Adolf Miethe a Johannes Gaedicke. O dva roky později zkonstruovali i magnéziové zábleskové zařízení (lampu). Jeho vynalezení umožnilo fotožurnalistům fotografovat s použitím velmi krátkého času. Do té doby byla reportážní fotografie prakticky nemožná, protože citlivost tehdejších fotografických materiálů byla podstatně nižší než dnes.

## Galerie

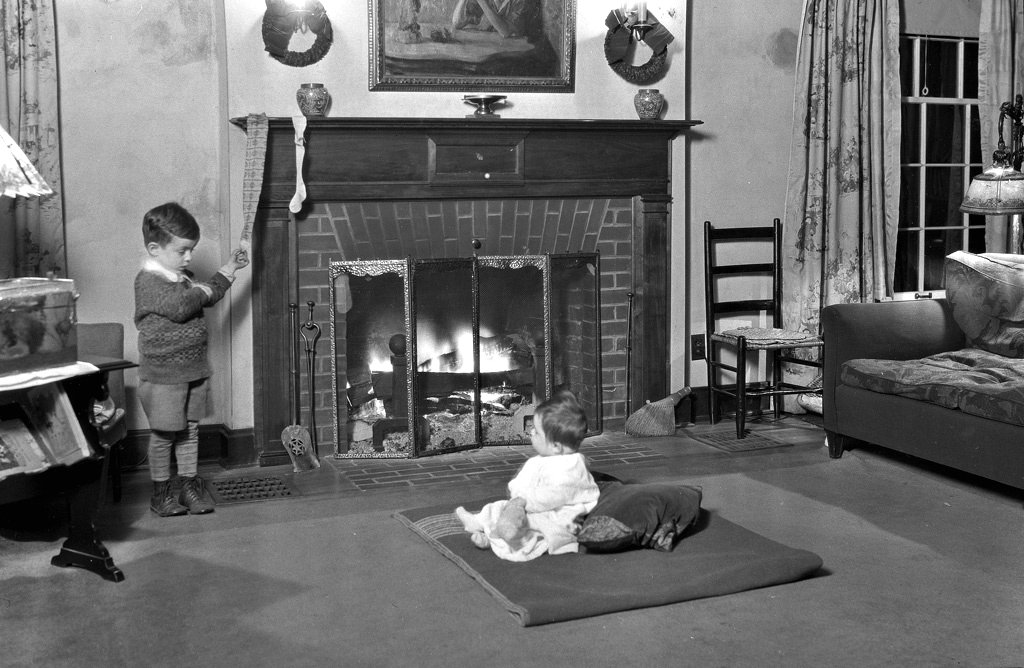
Fotografie pořízená pomocí bleskového prášku; po každém snímku se musela otevřít okna, aby se odvětral kouř, Ohio, 24. prosince 1928
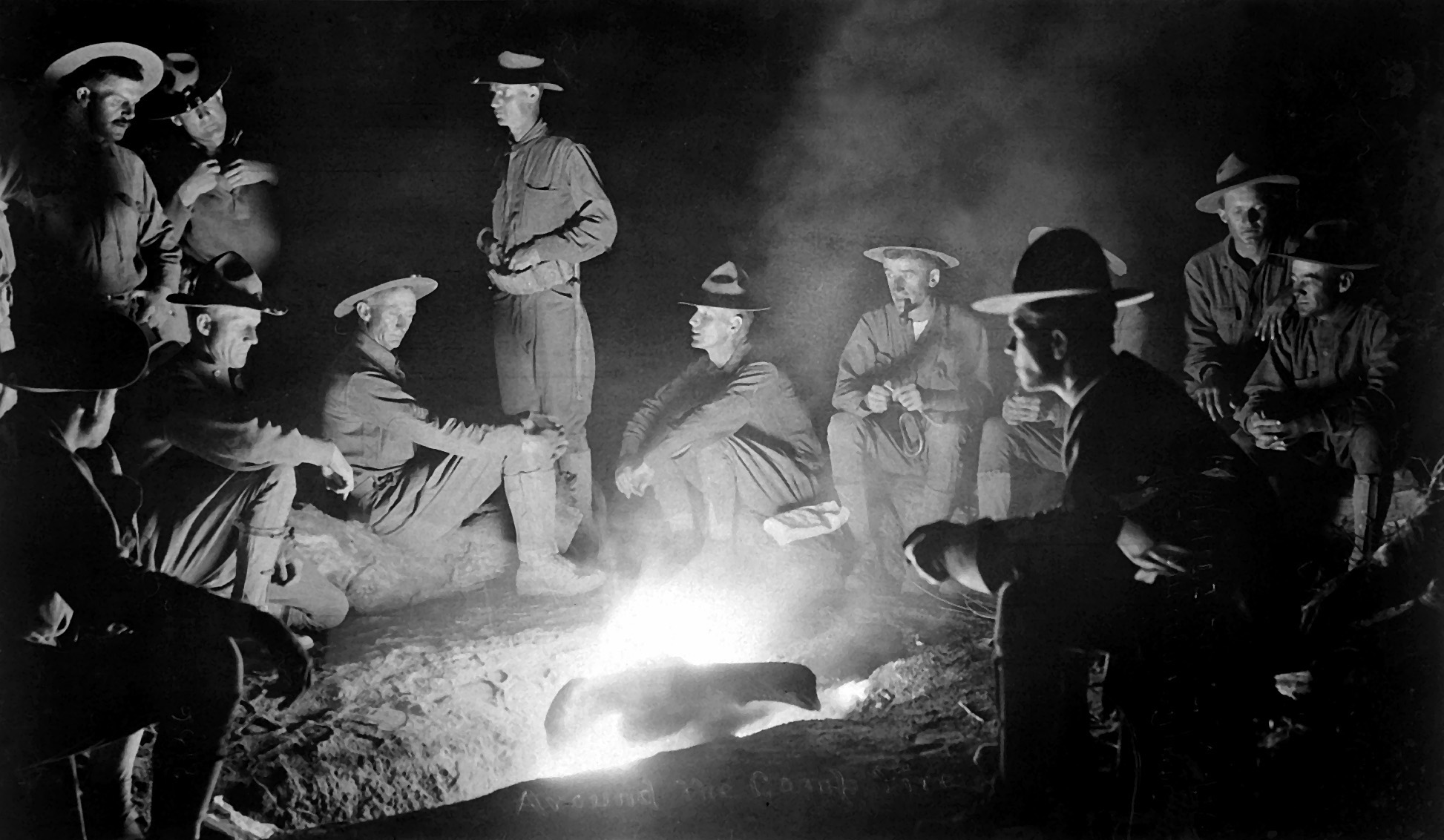
Fotografie pořízená pomocí bleskového prášku; expedice Pancho Villa, vojáci Armády Spojených států amerických, 16. pěší pluk, San Jerónimo, Chihuahua, Mexiko, 27. května 1916